# عزيز شوبولا
عزيز شوبوالي شوبولا (بالإنجليزية: Azeez Shobowale Shobola)‏ (31 يناير 1990 في نيجيريا - ) هو لاعب كرة قدم نيجيري في مركز الوسط .